# Gida Eiriksdatter
Gida Eiriksdatter (em nórdico antigo: Gyða, n. c. 872), foi uma lendária rainha consorte da Noruega, filha do rei Érico de Hordaland monarca do Reino de Hordaland. Segundo as sagas nórdicas, foi a primeira rainha de uma Noruega unificada após o seu matrimónio com Haroldo I da Noruega.

## Biografia
A lenda romântica diz que o rei Haroldo do Reino de Vestfold, pediu Gida em casamento, mas ela respondeu que não se casaria até que Haraldo fosse «rei de toda a Noruega». Haraldo fez um juramento de não cortar o seu cabelo até conseguir esse objetivo que não se tornaria realidade até dez anos mais tarde (872) quando recordou a Gida a promessa e finalmente se casaram.
Os entendidos contam que é uma lenda muito típica da literatura romântica que foi muito popular nas cortes do século XIII, período em que foi escrita a saga Heimskringla.

## Descendência
Do seu matrimônio com Haraldo I da Noruega teve os seguintes filhos:
- Alof  “Aarbod”, casada em 890 com Thore Ragnvaldsson “o Silencioso”, filho de Ragnvaldo Eisteinsson, o Sábio e, portanto, irmão do líder viking Rollo
- Rorek
- Sigtryg – Na divisão feita por seu pai, os territórios de Vingulmark, Raumarike, Vestfold e Telemark seriam dos filhos: Sigtryg, Frode, Thorgils, Olavo e Bjorn (os dois últimos são filhos da terceira esposa).
- Frode
- Thorgils